# Scotogramma potanini
Scotogramma potanini är en fjärilsart som beskrevs av Alphéraky 1895. Scotogramma potanini ingår i släktet Scotogramma och familjen nattflyn. Inga underarter finns listade.